# Domosclerus piscis
Domosclerus piscis är en mossdjursart som beskrevs av Gordon 1988. Domosclerus piscis ingår i släktet Domosclerus och familjen Bifaxariidae. Inga underarter finns listade i Catalogue of Life.